# Campionato italiano di Formula 3 2008
Il Campionato italiano di Formula 3 2008 è stato la 44ª stagione della Formula 3 italiana. Iniziò il 10 maggio all'Autodromo del Mugello e terminò il 19 ottobre all'Autodromo Vallelunga. Il pilota italiano Mirko Bortolotti della Lucidi Motors si aggiudicò il titolo nell'ultimo weekend di gare.

## La pre-stagione

### Calendario
Originariamente il campionato sarebbe dovuto partire il 5-6 aprile con una tappa sul Circuito di Monza, ma il ritardo di molti team col materiale provocò uno slittamento della prima prova al 19-20 aprile sul Misano World Circuit. La FIAT però negò che tale rinvio fosse dovuto a un ritardo nella fornitura dei motori. Successivamente ci fu un nuovo rinvio, questa volta al 10-11 maggio con una gara al Mugello, al fine di garantire un parco vetture più corposo.
| Gara | Gara | Circuito                                        | Giri | Lunghezza | Data         | Ora   |
| ---- | ---- | ----------------------------------------------- | ---- | --------- | ------------ | ----- |
| 1    | G1   | Autodromo del Mugello, Scarperia                | 14   |           | 10 maggio    |       |
| 1    | G2   | Autodromo del Mugello, Scarperia                | 14   |           | 11 maggio    | 09:50 |
| 2    | G1   | Autodromo dell'Umbria, Magione                  | 20   |           | 7 giugno     |       |
| 2    | G2   | Autodromo dell'Umbria, Magione                  | 20   |           | 8 giugno     |       |
| 3    | G1   | Autodromo Nazionale Monza, Monza                | 14   |           | 7 luglio     |       |
| 3    | G2   | Autodromo Nazionale Monza, Monza                | 14   |           | 7 luglio     |       |
| 4    | G1   | Autodromo del Mugello, Scarperia                | 14   |           | 20 luglio    |       |
| 4    | G2   | Autodromo del Mugello, Scarperia                | 14   |           | 20 luglio    |       |
| 5    | G1   | Autodromo Riccardo Paletti, Varano de' Melegari | 23   |           | 31 agosto    |       |
| 5    | G2   | Autodromo Riccardo Paletti, Varano de' Melegari | 23   |           | 1º settembre |       |
| 6    | G1   | Misano World Circuit, Misano Adriatico          | 15   |           | 13 settembre |       |
| 6    | G2   | Misano World Circuit, Misano Adriatico          | 6    |           | 14 settembre |       |
| 7    | G1   | Adria International Raceway, Adria              | 20   |           | 27 settembre |       |
| 7    | G2   | Adria International Raceway, Adria              | 20   |           | 28 settembre |       |
| 8    | G1   | Autodromo Piero Taruffi, Vallelunga             |      |           | 18 ottobre   |       |
| 8    | G2   | Autodromo Piero Taruffi, Vallelunga             |      |           | 19 ottobre   |       |

- Tutte le corse sono disputate in Italia.

### Accordi e fornitori
Da questa stagione il fornitore unico dei motori fu la FPT-Fiat Powertrain Technologies, che presentò un propulsore derivato da quello sulla Grande Punto S2000. Due furono le opzioni contrattuali messe a disposizione dei team: l'acquisto del propulsore 38.500 € (airbox, frizione, silenziatore ed elettronica inclusi), oppure la locazione annuale a 16.000 € (centralina e cablaggio iniettori inclusi).

### La presentazione del motore
Il nuovo motore della categoria venne presentato il 6 dicembre 2007 preso lo stand della FIAT al Motor Show di Bologna dall'ingegner Paolo Martinelli.

## Piloti e team
| Team                             | Telaio | No | Pilota                | Classe | Weekend di Gare |
| -------------------------------- | ------ | -- | --------------------- | ------ | --------------- |
| Lucidi Motors                    | F308   | 1  | Giovanni Nava         | C      | Tutti           |
| Lucidi Motors                    | F308   | 4  | Francesco Castellacci | C      | Tutti           |
| Lucidi Motors                    | F308   | 12 | Mirko Bortolotti      | C      | Tutti           |
| Minardi by Corbetta Competizioni | F308   | 2  | Marco Zipoli          | C      | Tutti           |
| Minardi by Corbetta Competizioni | F308   | 3  | Michael Dalle Stelle  | C      | Tutti           |
| Minardi by Corbetta Competizioni | F308   | 5  | Valentino Sebastiani  | C      | 1               |
| Minardi by Corbetta Competizioni | F308   | 5  | Nicolò Piancastelli   | C      | 2-8             |
| Europa Corse                     | F308   | 6  | Salvatore Gatto       | C      | 1-3             |
| Europa Corse                     | F308   | 7  | Francesco Prandi      | C      | Tutti           |
| Europa Corse                     | F308   | 8  | Federico Glorioso     | C      | 4               |
| Europa Corse                     | F308   | 14 | Giulio Glorioso]      | C      | 2-4, 6          |
| Europa Corse                     | F308   | 18 | Tom Dillmann          | C      | 6-8             |
| Europa Corse                     | F304   | 19 | Matteo Davenia        | T      | 8               |
| Europa Corse                     | F304   | 52 | Ivan Tramontozzi      | T      | 1-2             |
| Europa Corse                     | F304   | 53 | Khalil Beschir        | T      | 8               |
| BVM - Target Racing              | F308   | 9  | Stamatis Katsimis     | C      | 1-2             |
| BVM - Target Racing              | F308   | 9  | Facundo Crovo         | C      | 3-4             |
| BVM - Target Racing              | F308   | 9  | Giacomo Ricci         | C      | 7               |
| BVM - Target Racing              | F308   | 9  | Daniel Mancinelli     | C      | 8               |
| BVM - Target Racing              | F308   | 39 | Salvatore Cicatelli   | C      | Tutti           |
| Team Ghinzani                    | F308   | 11 | Alessandro Cicognani  | C      | Tutti           |
| Team Ghinzani                    | F308   | 16 | Edoardo Piscopo       | C      | Tutti           |
| Team Ghinzani                    | F308   | 41 | Angelo Fabrizio Comi  | C      | 8               |
| Team Ghinzani                    | F304   | 51 | Angelo Fabrizio Comi  | T      | 1-7             |
| RP Motorsport                    | F308   | 21 | Nico Verdonck         | C      | 1-4             |
| RP Motorsport                    | F308   | 53 | Jimmy Auby            | C      | 4               |

| Icona | Classe                |
| ----- | --------------------- |
| C     | Campionato Nazionale  |
| T     | Trofeo Nazionale CSAI |

- Tutti corrono con vetture Dallara, motorizzate da FPT.

## Montepremi
Per il campionato vennero stanziati 120.000 € per la classifica finale ed 80.000 da distribuire sulla base dei risultati di gara, mentre alla graduatoria del Trofeo Nazionale CSAI vennero assegnati 20.000 €. Il vincitore del campionato ottenne anche un test al volante di una monoposto di GP2 Series.
Successivamente, ai tre piloti classificati nelle tre prime posizioni del campionato, Mirko Bortolotti, Edoardo Piscopo e Salvatore Cicatelli, la Scuderia Ferrari concesse un test sulla F2008, vettura di Formula 1, che si tenne il 26 novembre sul Circuito di Fiorano.

## Modifiche al regolamento

### Motore
Il motore fornito da FPT-Fiat Powertrain Technologies, aveva una cilindrata di 1.995 cc, 220 CV di potenza a 7.000 g/min, coppia max di 236 Nm a 5.750 g/min.

### Telaio
I telai risposero all'omologazione FIA 2008/2010. I telai più vecchi parteciparono al Trofeo Nazionale.

## Riassunto della stagione
La stagione iniziò col dominio di Edoardo Piscopo, che colse le prime quattro vittorie consecutive. Nella parte centrale della stagione vi fu invece un imperioso filotto di sette vittorie da parte di Mirko Bortolotti. Il campionato si concluse però solo alla penultima gara con Bortolotti che vinse il titolo con 23 punti di vantaggio su Piscopo. Nessun altro pilota riuscì a vincere una gara.

## Risultati e classifiche

### Risultati
| Gara | Gara | Circuito            | Tempo     | Velocità | Pole Position         | GPV                 | Vincitore        | Team          |
| ---- | ---- | ------------------- | --------- | -------- | --------------------- | ------------------- | ---------------- | ------------- |
| 1    | G1   | Mugello             | 24'59"101 |          | Edoardo Piscopo       | Edoardo Piscopo     | Edoardo Piscopo  | Lucidi Motors |
| 1    | G2   | Mugello             | 24'52"866 |          | Edoardo Piscopo       | Edoardo Piscopo     | Edoardo Piscopo  | Team Ghinzani |
| 2    | G1   | Magione             | 24'26"665 |          | Edoardo Piscopo       | Edoardo Piscopo     | Edoardo Piscopo  | Lucidi Motors |
| 2    | G2   | Magione             | 22'46"155 |          | Edoardo Piscopo       | Edoardo Piscopo     | Edoardo Piscopo  | Team Ghinzani |
| 3    | G1   | Monza               | 25'41"808 |          | Francesco Castellacci | Giovanni Nava       | Mirko Bortolotti | Team Ghinzani |
| 3    | G2   | Monza               | 25'52"874 |          | Francesco Castellacci | Nico Verdonck       | Mirko Bortolotti | Lucidi Motors |
| 4    | G1   | Mugello             |           |          | Mirko Bortolotti      | Mirko Bortolotti    | Mirko Bortolotti | Lucidi Motors |
| 4    | G2   | Mugello             | 24'59"029 |          | Mirko Bortolotti      | Edoardo Piscopo     | Mirko Bortolotti | Lucidi Motors |
| 5    | G1   | Varano de' Melegari | 24'40"364 |          | Mirko Bortolotti      | Salvatore Cicatelli | Mirko Bortolotti | Lucidi Motors |
| 5    | G2   | Varano de' Melegari | 24'50"368 |          | Mirko Bortolotti      | Mirko Bortolotti    | Mirko Bortolotti | Team Ghinzani |
| 6    | G1   | Misano Adriatico    | 25'48"236 |          | Edoardo Piscopo       | Mirko Bortolotti    | Mirko Bortolotti | Lucidi Motors |
| 6    | G2   | Misano Adriatico    | 14'04"358 |          | Edoardo Piscopo       | Tom Dillmann        | Edoardo Piscopo  | Team Ghinzani |
| 7    | G1   | Adria               | 24'49"894 |          | Edoardo Piscopo       | Edoardo Piscopo     | Edoardo Piscopo  | Lucidi Motors |
| 7    | G2   | Adria               | 24'46"227 |          | Edoardo Piscopo       | Edoardo Piscopo     | Edoardo Piscopo  | Team Ghinzani |
| 8    | G1   | Vallelunga          |           |          | Mirko Bortolotti      | Mirko Bortolotti    | Mirko Bortolotti | Lucidi Motors |
| 8    | G2   | Vallelunga          |           |          | Mirko Bortolotti      | Mirko Bortolotti    | Mirko Bortolotti | Lucidi Motors |

### Classifica piloti
- I punti sono assegnati secondo lo schema seguente:

| Sistema di punteggio | Sistema di punteggio | Sistema di punteggio | Sistema di punteggio | Sistema di punteggio | Sistema di punteggio | Sistema di punteggio | Sistema di punteggio | Sistema di punteggio | Sistema di punteggio | Sistema di punteggio |
| Pos                  | 1°                   | 2°                   | 3°                   | 4°                   | 5°                   | 6°                   | 7°                   | 8°                   | PP                   | GPV                  |
| -------------------- | -------------------- | -------------------- | -------------------- | -------------------- | -------------------- | -------------------- | -------------------- | -------------------- | -------------------- | -------------------- |
| Gara                 | 10                   | 8                    | 6                    | 5                    | 4                    | 3                    | 2                    | 1                    | 1                    | 1                    |

| Pos | Pilota                | MUG 1 | MUG 2 | MAG 1 | MAG 2 | MZA 1 | MZA 2 | MUG 1 | MUG 2 | VAR 1 | VAR 2 | MIS 1 | MIS 2 | ADR 1 | ADR 2 | VAL 1 | VAL 2 | Pts   |
| --- | --------------------- | ----- | ----- | ----- | ----- | ----- | ----- | ----- | ----- | ----- | ----- | ----- | ----- | ----- | ----- | ----- | ----- | ----- |
| 1   | Mirko Bortolotti      | 2     | 6     | 2     | 2     | 1     | 1     | 1     | 1     | 1     | 1     | 1     | 3     | 2     | 2     | 1     | 1     | 150   |
| 2   | Edoardo Piscopo       | 1     | 1     | 1     | 1     | 2     | Rit   | 8     | 2     | Rit   | 2     | 2     | 1     | 1     | 1     | 5     | 4     | 127   |
| 3   | Salvatore Cicatelli   | 8     | 7     | 6     | 4     | 3     | 7     | 2     | 7     | 3     | 3     | 5     | 5     | 12    | 5     | 4     | 7     | 61    |
| 4   | Francesco Castellacci | 14    | 3     | 3     | Rit   | Rit   | 2     | 4     | 3     | 5     | Rit   | 3     | 11    | 6     | 6     | 11    | 2     | 57    |
| 5   | Giovanni Nava         | 4     | 4     | Rit   | 3     | 8     | 6     | 3     | 4     | 7     | 6     | 8     | 4     | 9     | 10    | 3     | 5     | 53    |
| 6   | Marco Zipoli          | 6     | 12    | 5     | 12    | 4     | 5     | 7     | 8     | 2     | 5     | 4     | 6     | 5     | 4     | 9     | 6     | 51    |
| 7   | Tom Dillmann          |       |       |       |       |       |       |       |       |       |       | SQ    | 2     | 3     | 3     | 2     | Rit   | 29    |
| 8   | Nico Verdonck         | 3     | 2     | 8     | 6     | Rit   | 10    | 5     | 6     |       |       |       |       |       |       |       |       | 26    |
| 9   | Michael Dalle Stelle  | Rit   | 10    | 7     | Rit   | 7     | 8     | 16    | 13    | 4     | 4     | Rit   | 7     | 7     | 7     | 7     | 11    | 23    |
| 10  | Salvatore Gatto       | 5     | 5     | 4     | Rit   | 6     | 4     |       |       |       |       |       |       |       |       |       |       | 21    |
| 11  | Alessandro Cicognani  | 10    | 11    | Rit   | 11    | Rit   | 9     | 6     | 5     | 6     | 7     | Rit   | 8     | Rit   | 12    | Rit   | Rit   | 13    |
| 12  | Facundo Crovo         |       |       |       |       | 5     | 3     | 9     | 9     |       |       |       |       |       |       |       |       | 10    |
| 13  | Daniel Mancinelli     |       |       |       |       |       |       |       |       |       |       |       |       |       |       | 6     | 3     | 9     |
| 14  | Stamatis Katsimis     | 7     | 8     | Rit   | 5     |       |       |       |       |       |       |       |       |       |       |       |       | 7     |
| 15  | Giulio Glorioso       |       |       | 10    | 7     | 11    | 11    | 12    | Rit   |       |       | 6     | 9     |       |       |       |       | 5     |
| 16  | Giacomo Ricci         |       |       |       |       |       |       |       |       |       |       |       |       | 4     | Rit   |       |       | 5     |
| 17  | Francesco Prandi      | 11    | Rit   | 11    | 9     | Rit   | 12    | 13    | 12    | 8     | 8     | Rit   | 10    | 8     | 8     | 8     | Rit   | 5     |
| 18  | Nicolò Piancastelli   |       |       | 13    | 8     | 10    | 13    | 14    | 11    | 9     | Rit   | 7     | 13    | 11    | 9     | 12    | 9     | 3     |
| 19  | Angelo Fabrizio Comi  | 12    | 13    | 12    | 10    | 9     | 14    | 15    | Rit   | Rit   | 9     | Rit   | 12    | 10    | 11    | 10    | 8     | 1     |
| 20  | Valentino Sebastiani  | 9     | 9     |       |       |       |       |       |       |       |       |       |       |       |       |       |       | 0     |
| 21  | Ivan Tramontozzi      | 13    | 14    | 9     | Rit   |       |       |       |       |       |       |       |       |       |       |       |       | 0     |
| 22  | Federico Glorioso     |       |       |       |       |       |       | 10    | 10    |       |       |       |       |       |       |       |       | 0     |
| 23  | Matteo Davenia        |       |       |       |       |       |       |       |       |       |       |       |       |       |       | 13    | 10    | 0     |
| 24  | Jimmy Auby            |       |       |       |       |       |       | 11    | Rit   |       |       |       |       |       |       |       |       | 0     |
|     | Khalil Beschir        |       |       |       |       |       |       |       |       |       |       |       |       |       |       | Rit   | NP    | 0     |
| Pos | Pilota                | MUG 1 | MUG 2 | MAG 1 | MAG 2 | MZA 1 | MZA 2 | MUG 1 | MUG 2 | VAR 1 | VAR 2 | MIS 1 | MIS 2 | ADR 1 | ADR 2 | VAL 1 | VAL 2 | Punti |

| Colore  | Risultato             |
| ------- | --------------------- |
| Oro     | Vincitore             |
| Argento | 2º posto              |
| Bronzo  | 3º posto              |
| Verde   | Finito a punti        |
| Blu     | Finito senza punti    |
| Viola   | Ritirato (Rit)        |
| Viola   | Non classificato (NC) |
| Rosso   | Non qualificato (NQ)  |
| Nero    | Squalificato (SQ)     |
| Bianco  | Non partito (NP)      |
| Bianco  | Non ha gareggiato     |
| Bianco  | Infortunato (INF)     |
| Bianco  | Escluso (ES)          |
| Bianco  | Gara cancellata (C)   |